# Pitons
Pitons là hai ngọn núi hình chóp nhọn do đá nút núi lửa tạo thành, nằm ở Saint Lucia. Đó là Gros Piton (Piton lớn) cao 798,25 m (2.618,9 ft) và Petit Piton (Piton nhỏ) cao 743 m (2.438 ft). Hai ngọn núi này được liên kết với nhau bởi sườn núi Piton Mitan. Pitons đã được UNESCO công nhận là Di sản thế giới, với một khu vực tự nhiên có diện tích 2.909 ha (7.190 mẫu Anh) nằm gần thị trấn Soufrière.

## Mô tả
Khu vực biển của khu bảo tồn có đến 60% diện tích là rạn san hô. Tại đó là nhà của 168 loài cá vây, 60 loài gai trích bao gồm cả san hô, 8 loài động vật thân mềm, 11 loài da gai, 15 loài động vật chân khớp, 8 loài giun đốt.
Thảm thực vật trên cạn chiếm ưu thế là rừng ẩm cận nhiệt đới, với những khu vực nhỏ của rừng khô và rừng ẩm ướt trên đỉnh núi. Ít nhất có 148 loài thực vật được ghi nhận ở Gros Piton, 97 loài ở Petit Piton và các sườn núi xen kẽ, trong số đó có 8 loài quý hiếm. Gros Piton là nhà của khoảng 27 loài chim (5 loài trong số đó là đặc hữu), 3 loài gặm nhấm bản địa, 3 loài dơi, 8 loài bò sát và 3 loài lưỡng cư.